# Albert Parlow
Albert Parlow (ur. 1 stycznia 1824 w Torgelow, zm. 27 czerwca 1888 w Wiesbaden) – niemiecki kompozytor i muzyk wojskowy.

## Życiorys
W młodości uczył się gry na skrzypcach. W 1844 roku wstąpił do IX Regimentu Kołobrzeskiego (Colberg’schen Regiments Nr. 9) w Szczecinie, gdzie kontynuował edukację muzyczną u pułkowego kapelmistrza Leonhardta. W 1847 roku wyjechał do Berlina, gdzie podjął naukę u Adolfa Bernharda Marxa. W 1852 roku został kapelmistrzem Marynarki Królewskiej (Königliche Marine), a w 1854 roku kapelmistrzem 34 pułku piechoty w Moguncji. Wiele koncertował w miastach niemieckich i we Francji. W 1865 roku dał 12 koncertów w Paryżu w obecności Napoleona III. W 1866 roku zdobył I nagrodę na konkursie kapel wojskowych w Lyonie. Został odznaczony orderem Legii Honorowej. Otrzymał także tytuł królewskiego pruskiego dyrektora muzycznego. Od 1866 roku działał we Frankfurcie nad Menem, następnie od 1871 roku w Szczecinie.
Komponował marsze wojskowe, a także muzykę taneczną.